# Пура (приток Устья)
Пура — река в России, протекает по Ярославской области. На реке деревни Сытино, Кондитово, Черницы, Стеблево. Устье реки находится в 32 км по левому берегу реки Устье. Длина реки — 19 км, площадь водосборного бассейна — 84,7 км².

## Данные водного реестра
По данным государственного водного реестра России относится к Верхневолжскому бассейновому округу, водохозяйственный участок реки — Волга от Рыбинского гидроузла до города Кострома, без реки Кострома от истока до водомерного поста у деревни Исады, речной подбассейн реки — Волга ниже Рыбинского водохранилища до впадения Оки. Речной бассейн реки — (Верхняя) Волга до Куйбышевского водохранилища (без бассейна Оки).
Код объекта в государственном водном реестре — 08010300212110000010828.